# Giuseppe Brienza
Giuseppe Brienza (ur. 20 grudnia 1938 w Tobruku, zm. 28 maja 2018 w Rionero in Vulture) – włoski polityk, wykładowca akademicki, senator, poseł do Parlamentu Europejskiego V kadencji.

## Życiorys
Studiował w Novarze, Pawii i Bari. Został adiunktem na Uniwersytecie im. Aldo Moro w Bari. Zasiadał we władzach tej uczelni. Od października 1971 do czerwca 1974 był burmistrzem Rionero in Vulture. Na początku lat 90. reprezentował włoski rząd jako przedstawiciel ds. odbudowy Albanii.
W latach 1994–2000 zasiadał w Senacie XII i XIII kadencji. Od 2001 do 2004 z ramienia Centrum Chrześcijańsko-Demokratycznego był posłem do Parlamentu Europejskiego. Należał do grupy chadeckiej, pracował m.in. w Komisji Wolności i Praw Obywatelskich, Sprawiedliwości i Spraw Wewnętrznych. W kadencji 2000–2005 był asesorem i wiceprzewodniczącym rządu regionalnego Apulii, kierowanego przez Raffaele Fitto.
W 2004 został członkiem rady organizacji Autorità per la Vigilanza sui Contratti Pubblici di Lavori, Servizi e Forniture, zajmującej się nadzorem nad zamówieniami publicznymi, robotami publicznymi i dostawami. W 2010 powołany na prezesa tej instytucji.